# Miconia santaritensis
Miconia santaritensis är en tvåhjärtbladig växtart som beskrevs av Frank Almeda. Miconia santaritensis ingår i släktet Miconia och familjen Melastomataceae. IUCN kategoriserar arten globalt som sårbar.
Artens utbredningsområde är Panamá. Inga underarter finns listade i Catalogue of Life.